# ماووبا مافویلا
ماووبا مافویلا (انگلیسی: Mavuba Mafuila; ۱۵ دسامبر ۱۹۴۹ – ۳۰ نوامبر ۱۹۹۶) بازیکن فوتبال اهل جمهوری دموکراتیک کنگو بود.
از باشگاه‌هایی که در آن بازی کرده‌است می‌توان به باشگاه فوتبال ویتا اشاره کرد.
وی همچنین در تیم ملی فوتبال زئیر بازی کرده‌است.